# Ordino-Arcalís
Ordino-Arcalís é uma estação de esqui localizada em Andorra que por seu acesso peculiar e uma dura subida é utilizada como final de etapa das grandes provas de ciclismo internacional.

## Vencedores

### Volta a Espanha
- 2000:  Félix Cárdenas
- 2001:  José María Jiménez (Contra-relógio)
- 2005:  Francisco Mancebo
- 2007:  Denis Menchov

### Tour de France
- 1997:  Jan Ullrich[2]
- 2009:  Brice Feillu
- 2016:  Tom Dumoulin[3]